# Добри лаки
Добрѝ ла̀ки е село в Югозападна България, община Струмяни, област Благоевград. Селото е в България от 1912 година в резултат от Балканската война.

## Население

### Етнически състав
Преброяване на населението през 2011 г.
Численост и дял на етническите групи според преброяването на населението през 2011 г.:
|                     | Численост |
| Общо                | 189       |
| Българи             | 188       |
| Турци               | -         |
| Цигани              | -         |
| Други               | -         |
| Не се самоопределят | -         |
| Неотговорили        | -         |

## География
Село Добри лаки се намира на около 49 km юг-югозападно от областния център Благоевград и около 19 km запад-югозападно от общинския център Струмяни. Разположено е в котловина между южни разклонения на Малешевска планина, в историко-географската област Каршияка. В селото откъм северозапад и север събират водите си малките местни реки Сухоборско дере, Клепалска и Раздолска и изтичат като Добрилашка река, която на около 2,5 km на юг се влива в река Лебница, десен приток на река Струма. Надморската височина в центъра на селото е около 835 m и нараства по слизащите към селото била на околните ридове.
Общински път през Добри лаки води на север към село Раздол, а на юг – към село Никудин.
Землището на село Добри лаки граничи със землищата на: село Клепало на северозапад; село Раздол на север; село Цапарево на североизток; село Колибите на изток; село Никудин на югоизток и юг; село Баскалци на юг. На запад землището на село Добри лаки граничи с Република Северна Македония.
В землището на Добри лаки има микроязовир.
Населението на село Добри лаки, наброявало 888 души при преброяването към 1934 г. и 1038 към 1946 г., намалява до 111 (по текущата демографска статистика за населението) към 2020 г.
При преброяването на населението към 1 февруари 2011 г., от обща численост 189 лица, за 188 лица е посочена принадлежност към „българска“ етническа група.

## История
През XIX век Добри лаки е неголямо селище с чисто българско население, числящо се първоначално към Мелнишката каза, а след 1878 към Петричката каза на Серския санджак. В „Етнография на вилаетите Адрианопол, Монастир и Салоника“, издадена в Константинопол в 1878 година и отразяваща статистиката на населението от 1873 година, Добрилък (Dobrilëk) е посочено като село в Мелнишка каза с 60 домакинства и 200 жители българи.
Съгласно известната статистика на Васил Кънчов („Македония. Етнография и статистика“) към 1900 година в селото живеят 620 българи християни.
Според статистиката на секретаря на Българската екзархия Димитър Мишев („La Macédoine et sa Population Chrétienne“) в 1905 година населението на Добролаки (Dobrolaki) се състои от 784 българи екзархисти. В селото има 1 начално българско училище с 1 учител и 27 ученици.
При избухването на Балканската война през 1912 година трима души от селото са доброволци в Македоно-одринското опълчение.
Църквата „Света Троица“ е завършена в 1913 година.

## Личности
Родени в Добри лаки
- Васил Гаврилов Гюров (1916 – 1996), околийски лекар, основоположник на балнеоложкото дело в област Благоевград, също така пресушава заблатени местности и ограничава маларията в областта.
- Георги Тренчов, български революционер от ВМОК, войвода на чета в Петричко през Горноджумайското въстание[12]
- Борис Иванов Костадинов (1912-1987), участник в битката при река Драва